# Buster Martin
Buster Martin (eigentlich: Pierre Jean Martin; * 1. September 1906 oder 1913 in Frankreich; † 13. April 2011) galt als der älteste Arbeitnehmer im Vereinigten Königreich. 

## Leben und Wirken
Nach eigenen Angaben wurde Martin 1906 in Frankreich geboren, kam jedoch bald in ein Waisenhaus in Cornwall, wo er den Spitznamen „Buster“ (dt. „Bursche“) erhalten habe. Mit zehn Jahren habe man ihn vor die Tür gesetzt, weil er „zu schnell wuchs und zu viel aß“. Im Alter von 14 Jahren habe er in Frankreich seine Frau Iriana geheiratet, die in den 1950er-Jahren gestorben sei, und mit ihr 17 Kinder gezeugt. Allerdings ist bislang keine dieser Angaben durch eine amtliche Bescheinigung bestätigt.
Berühmtheit erlangte Buster Martin dadurch, dass der Klempnerbetrieb Pimlico Plumbers, für den Martin bis zu seinem Tod 2011 als Autowäscher arbeitete, bekanntgab, er sei der älteste Arbeitnehmer im Vereinigten Königreich. 2007 machte er Schlagzeilen, als er sich erfolgreich gegen einen tätlichen Angriff durch drei jugendliche Kriminelle zur Wehr setzte. Im selben Jahr trat Buster Martin als ältestes Mitglied der Band The Zimmers in Erscheinung, die mit einer Aufnahme des The-Who-Klassikers My Generation auf die Probleme alter Menschen aufmerksam machte.
Martin nahm am London-Marathon 2008 teil und erreichte das Ziel in gut zehn Stunden. Damit wäre er der älteste Mensch, der je einen Marathonlauf beendet hat. Das Guinness-Buch der Rekorde erhielt jedoch Informationen, wonach Martin für den National Health Service das Geburtsdatum 1. September 1913 angegeben habe, und erkannte diesen Altersrekord vorerst nicht an. Der bislang älteste Marathonfinisher ist der Grieche Dimitrion Yordanidis, der 1976 im Alter von 98 Jahren in Athen 7 Stunden und 33 Minuten für die 42,195 km brauchte.
In einem Interview behauptete Martin, im Alter von sieben Jahren mit dem Tabakrauchen begonnen zu haben. Er trank bis zu seinem Tod auch leidenschaftlich gerne Bier.